# 閻魔使者

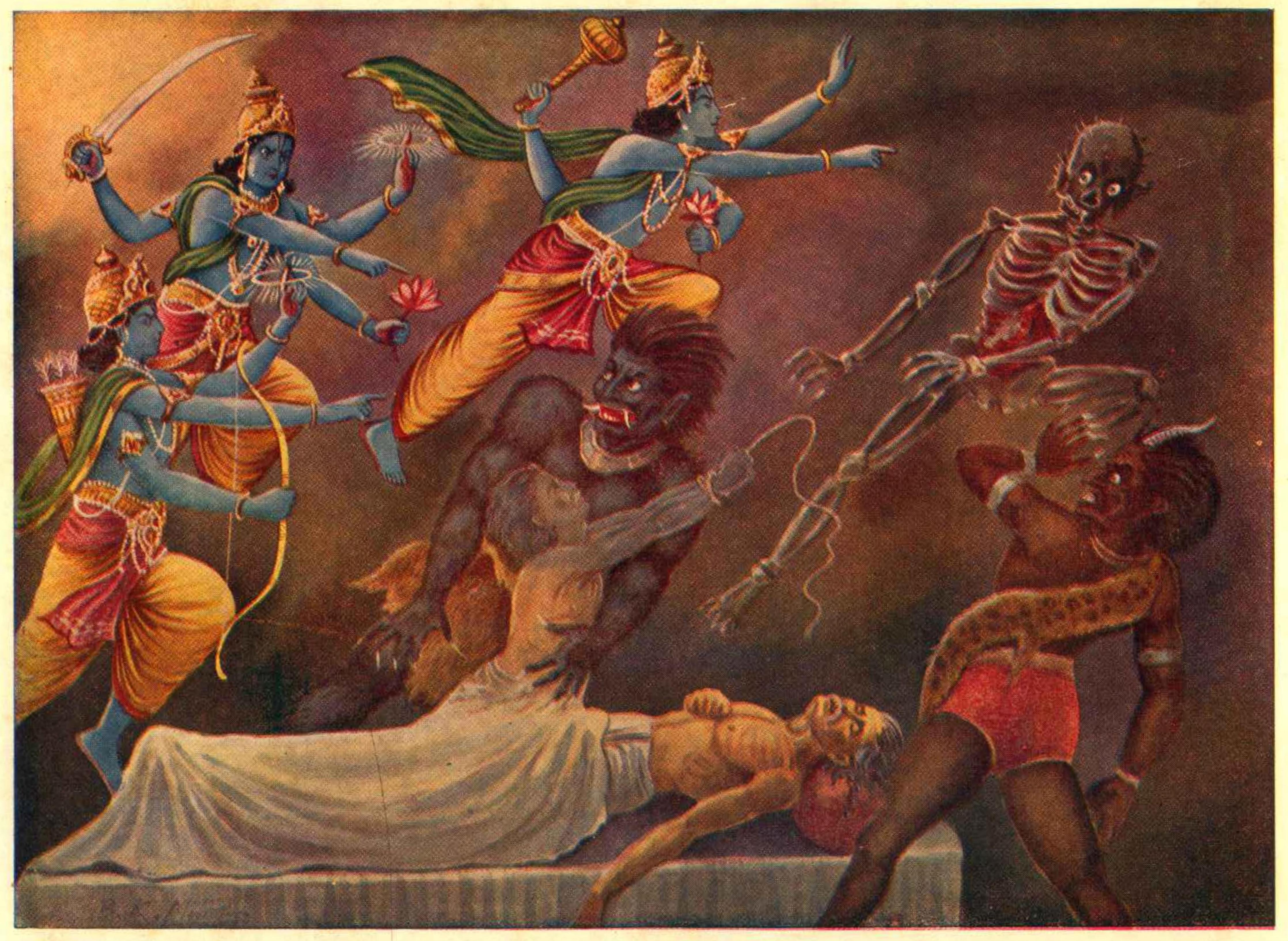
毗濕奴的使者(左) 將阿闍彌羅的靈魂自閻摩使者 (右)手裡救出 。

閻摩使者在印度教中被認為是死亡的信使，是司掌死亡的神祇閻摩的使者。祂們負責將未獲得解脱的人類靈魂送到地獄——那落迦。 